# Луций Корелий Нераций Панза
Луций Корелий Нераций Панза (на латински: Lucius Corellius Neratius Pansa) е политик и сенатор на Римската империя през 2 век.

## Биография
Произлиза от фамилията Корелии от Сепинум в Самниум. Той е син на Луций Нераций Марцел (консул 95 и 129 г.) или на Луций Нераций Приск (консул 97 г.) и на Корелия Хиспула, дъщеря на Квинт Корелий Руф (суфектконсул вероятно 78 г.).
През 122 г. Корелий Панза е консул заедно с Маний Ацилий Авиола.